# Liste des accidents et incidents de Vietnam Airlines
Voici une liste d'incidents et d'accidents survenus sur Vietnam Airlines depuis 1956, année de sa création.

## Incidents mortels
- 9 septembre 1988 : le vol Vietnam Airlines 831, un Tupolev Tu-134A (construit en 1978), immatriculé VN-A102, décolle de Hanoï avec 81 passagers à bord et s'écrase lors de l'approche de Bangkok. 76 des passagers sont décédé, l'avion quant à lui a été entièrement détruit. L'avion a été frappé par un violent orage et a probablement été frappé par la foudre. L'avion a ensuite explosé après s'être écrasé dans un champ à 6,4 km de l'aéroport international de Don Mueang[1].
- 14 novembre 1992 : le vol Vietnam Airlines 474, un Yakovlev Yak-40 (construit en 1976), immatriculé VN-A449, en provenance de Ho Chi Minh-Ville avec 31 passagers à bord, s'est écrasé à l'approche de l'aéroport de Nha Trang lors d'une tempête tropicale. Il y eut 30 morts ; la seule survivante fut une Hollandaise, Annette Herfkens. L'avion a été entièrement détruit[2],[3].
- 3 septembre 1997 : le vol Vietnam Airlines 815, un Tupolev Tu-134 (construit en 1984), immatriculé VN-A120, s'écrase à l'approche de l'aéroport Pochentong de Phnom Penh, tuant 65 des 66 passagers à bord. L'avion a été entièrement détruit. L'avion volait de Ho Chi Minh-Ville à Phnom Penh. Le Tupolev s'approchait de la piste de l'aéroport de Phnom Penh sous une forte pluie à 2 000 mètres d'altitude ; à ce moment-là, la tour de contrôle a ordonné au pilote de tenter une approche par l'ouest en raison d'une reprise du vent. L'équipage a ensuite perdu la communication avec la tour et trois minutes plus tard, l'avion est entré en collision à basse altitude avec des arbres, endommageant l'aile gauche. L'avion a ensuite glissé sur près de 200 mètres dans une rizière sèche avant d'exploser. Une erreur du pilote a été identifiée plus tard comme la cause de l'accident ; le pilote a continué sa descente d'atterrissage d'une altitude de 2 000 mètres à 30 mètres même si la piste n'était pas en vue, et a ignoré les supplications de son premier officier et de son ingénieur de vol de faire demi-tour. Lorsque l'avion a heurté les arbres, le pilote a finalement réalisé que la piste n'était pas en vue et a essayé d'interrompre l'approche ; l'ingénieur de vol a poussé à pleine puissance, mais l'avion a perdu le contrôle et a viré à gauche ; le moteur droit a alors calé, rendant impossible la prise de portance[4].

## Incidents non mortels
- 24 janvier 1967 : un Ilyushin Il-18D, immatriculé VN-1590, s'est écrasé à l'atterrissage à l'aéroport de Nanning Wuxu, en Chine, après l'affaissement du train d'atterrissage principal gauche ; les 17 personnes à bord ont pu s'échapper avant que l'avion ne brûle. L'avion était surchargé au-delà de son poids maximal à l'atterrissage[5].
- 26 mars 1981 : Un Ilyushin Il-18D, probablement immatriculé VN-B190 (construit en 1968), s'est écrasé dans la province de Hoa Binh, au Vietnam[6].
- 17 février 1988 : Un Tupolev Tu-134A, immatriculé VN-A108 (construit en 1976), s'est écrasé à l'aéroport international de Noi Bai, à Hanoi, au Vietnam[7].
- 12 janvier 1991 : un Tupolev Tu-134, immatriculé VN-A126, avec 76 passagers à bord, s'écrase lors de l'approche finale vers Ho Chi Minh-Ville. À 30 pieds (9,1 mètres) le Tupolev a soudainement perdu de la hauteur et a atterri brutalement, touchant le sol avec le train principal gauche en premier. Il n'y a pas eu de victimes mais l'avion a été entièrement détruit[8].
- 16 novembre 1996 : Un Tupolev Tu-134 de Vietnam Airlines, immatriculé VN-A114, s'écrase à Da Nang. L'avion a viré sur la piste de gauche lorsque son train d'atterrissage s'est affaissé à l'atterrissage[9].
- 17 avril 2006 : Les pilotes d'un Boeing 777 reliant Hanoï à Francfort ont perdu la communication avec le contrôle au sol pendant plus d'une heure alors que l'avion survolait l'Ukraine, la Pologne et la République tchèque. Après que les contrôleurs aériens tchèques ont tenté en vain de contacter l'avion pendant 25 minutes, l'armée de l'air tchèque a envoyé deux chasseurs à réaction pour encadrer l'avion de ligne. Les pilotes ont alors réalisé leur erreur et ont activé le système de communication. Les pilotes ont été suspendus par la compagnie aérienne et obligés de suivre une formation supplémentaire avant de pouvoir voler à nouveau.
- 7 août 2009 : Le vol A320, un Airbus A320, effectuant un trajet domestique entre Nha Trang et Ho Chi Minh Ville, a eu un problème technique. L'equipage a en effet remarqué un niveau anormal de liquide hydraulique dans un des systèmes hydrauliques, affectant ainsi les freins de l'appareil. Apres avoir declare l'urgence, l'avion, avec à son bord 164 passagers, a effectué plusieurs tours au dessus de la ville de Ho Chi Minh. Quand l'avion atterrit enfin, deux pneus éclatent et l'avion dévie de la piste. Les passagers sont évacués a l'aide des toboggans[10].
- 21 octobre 2010 : Le vol 535, un Boeing 777-200ER, a subi de fortes turbulences au-dessus de la Russie lors d'un vol à destination de Paris[11]. Des 222 passagers et 15 membres d'équipage à bord, 21 ont été blessés[12]. Neuf d'entre eux ont été hospitalisés après leur atterrissage à l'aéroport de Paris-Charles de Gaulle[13].

## Détournements et menaces
- 28 octobre 1977 : Quatre pirates de l'air vietnamiens armés demandant l'asile à Singapour ont saisi un Douglas DC-3, immatriculé VN-C509, en route de Ho Chi Minh-Ville vers l'île de Phu Quoc avec 32 passagers à bord. Deux des six membres de l'équipage ont été tués et un troisième a été blessé avant que l'avion ne soit contraint d'atterrir à Singapour. Les pirates de l'air se sont rendus après avoir négocié avec les autorités singapouriennes pendant cinq heures[14].
- 28 juin 1978 : Un Douglas DC-4, immatriculé VN-C501, est détourné par huit personnes équipées d'un pistolet Makarov, de couteaux et d'une grenade. Les pirates de l'air ont eu une fusillade avec les membres de l'équipage et les gardes de sécurité. Une personne a été tuée par une grenade, trois ont sauté de l'avion et ont été tués. Quatre autres ont été capturés par la police après l'atterrissage[15].
- 7 février 1979 : Un Antonov An-24, immatriculé VN-B226, a été détourné par six personnes, qui ont été maîtrisées et tuées par le garde de sécurité à bord[16].
- 4 septembre 1992 : le vol 850, un Airbus A310-200, immatriculé LZ-JXB, loué à Jes Air, avec 127 occupants à bord en route de Bangkok vers Ho Chi Minh-Ville, détourné par Ly Tong, un ancien pilote de l'armée de l'air de la République du Vietnam. Il a ensuite largué des tracts anticommunistes sur Ho Chi Minh-Ville avant de sauter en parachute. Les forces de sécurité vietnamiennes l'ont ensuite arrêté au sol. L'avion a atterri en toute sécurité et personne à bord n'a été blessé. Il a été libéré d'une prison de Hanoi en 1998[17].
- En décembre 2010, la police vietnamienne a arrêté Nguyen Bang Viet, un ancien employé de Vietnam Airlines, pour avoir prétendument envoyé des SMS à d'autres employés au sujet d'une bombe placée en octobre 2010 sur un vol Hanoï-Siem Reap. Cela a incité VNA à annuler le vol.[18],[19]
- 5 janvier 2022 : Le vol 5311, un Boeing 787-9, immatriculé VN-A868[20], quittait Tokyo à destination de Hanoï et était sur le point d'entrer dans la baie de Tokyo, lorsqu'un homme a appelé le bureau de la compagnie aérienne à Narita et a menacé d'abattre le vol au-dessus de la baie de Tokyo. Le vol a été dérouté vers Fukuoka et y est resté environ 2 heures avant de repartir pour Hanoi[21].

## Incidents criminels
- 23 mars 2023 : Quatre hôtesses de l'air de Vietnam Airlines en provenance de Paris et à destination de Ho Chi Minh-Ville ont été arrêtées après avoir été découvertes transportant de la drogue dans des tubes de dentifrice dans leurs sacs par des douaniers vietnamiens lors d'un contrôle de sécurité de routine après leur arrivée. Les hôtesses de l'air ont affirmé qu'elles avaient été payées pour transporter des marchandises au Vietnam et qu'elles ne savaient pas que les tubes de dentifrice contenaient de la drogue. Elles ont ensuite été libérées en raison du manque de preuves[22].